# Gustavo Matosas
Gustavo Cristian Matosas Paidón (Buenos Aires, 27 de maio de 1967) é um treinador e ex-futebolista argentino-uruguaio que atuava como meia. Atualmente está sem clube.

## Carreira
Começou sua carreira em 1985 no Peñarol, por onde ficou até 1989. Em seguida, passou por: CD Málaga, San Lorenzo, Racing. Em 1993, esteve no São Paulo, por onde ganhou a Libertadores e o Mundial Interclubes nesse mesmo ano. e depois foi para os espanhóis Lleida e Valladolid, retornou ao Brasil, por onde defendeu o Atlético Paranaense e Goiás. Foi pra China atuar pelo Tianjin Teda, retornou ao Uruguai, onde jogou pelo El Tanque Sisley até encerrar a carreira no Querétaro, do México.
Em 2006, Matosas começa sua carreira de treinador de futebol no Danubio do Uruguai. Em seguida treinou o Peñarol, Bella Vista, Universidad San Martín, retornou ao comando do Danubio e ultimamente treinava Querétaro, do México. Comandou o León e logo em seguida, o América pelo qual conquistou a Concachampions de 2014-15.

## Títulos

### Como jogador
Peñarol
- Campeonato Uruguaio: 1985 e 1986
- Copa Libertadores da América: 1987

Uruguai
- Copa América: 1987

São Paulo
- Recopa Sul-Americana: 1993 e 1994
- Supercopa Libertadores: 1993
- Libertadores: 1993
- Copa Intercontinental: 1993

### Como treinador
Danubio
- Campeonato Uruguaio: 2006–07

León
- Campeão de Ascenso: 2012
- Campeonato Mexicano - Apertura 2013

America
- Concachampions: 2014-15